# جوناثان كاستيلو
جوناثان كاستيلو (بالإسبانية: Jonathan Castillo)‏ هو لاعب كرة قدم أرجنتيني في مركز الوسط، ولد في 5 يناير 1993 في فلورنسيو فاريلا في الأرجنتين. لعب مع بوكا جونيورز.

## وصلات خارجية
- جوناثان كاستيلو على موقع دوري كوريا الجنوبية (الإنجليزية)
- جوناثان كاستيلو على موقع قاعدة بيانات كرة القدم.إي يو (الإنجليزية)